# Жабоголові черепахи
Жабоголові черепахи (Phrynops) — рід черепах родини Змієшиї черепахи. Має 4 види.

## Опис
Загальна довжина карапакса представників цього роду коливається від 25 до 40 см. Голова коротка, широка, розташовується на відносно короткій для Змієшиїх черепах шиї. Карапакс округлий, овальний. Крайові щитки досить широкі. На підборідді розташовуються два симетричних листоподібних вирости. Передні і задні лапи з довгими кігтями і добре розвиненою плавальною перетинкою між пальцями.
Забарвлення карапаксу однотонне: коричнювате, бурувате, жовтувате або сіре. Пластрон досить яскравий: від жовтого до червоного, з контрастним чорним малюнком. Спинна сторона шиї і голови темна, часто з боків голови проходить малюнок з однієї або декількох смуг, черевна сторона світліша.

## Спосіб життя
Ці черепахи ведуть виключно водний спосіб життя. Живуть в різних типах водойм. Ці хижі черепахи харчуються рибою, молюсками, безхребетними, дрібними тваринами.
Самиці відкладають до 40 яєць. Інкубаційний період триває від 60 до 80 діб.

## Розповсюдження
Це ендеміки Південної Америки.

## Види
- Phrynops geoffroanus
- Phrynops hilarii
- Phrynops tuberosus
- Phrynops williamsi